# Danza del dragón

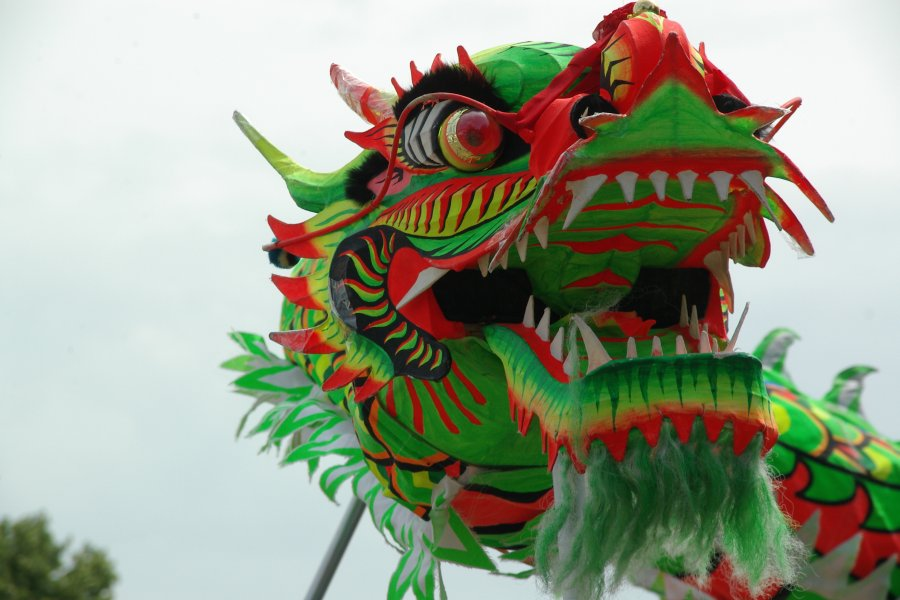
Dragón chino para la danza del dragón en el año 2000.

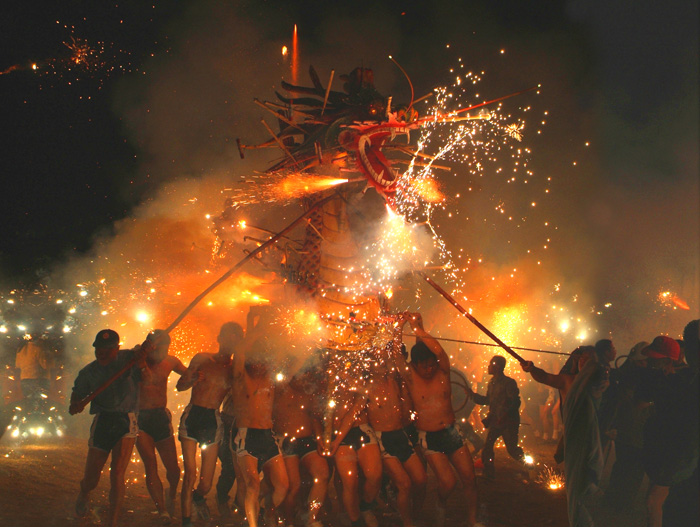
Dragón de fuego para la danza del dragón en 2003.

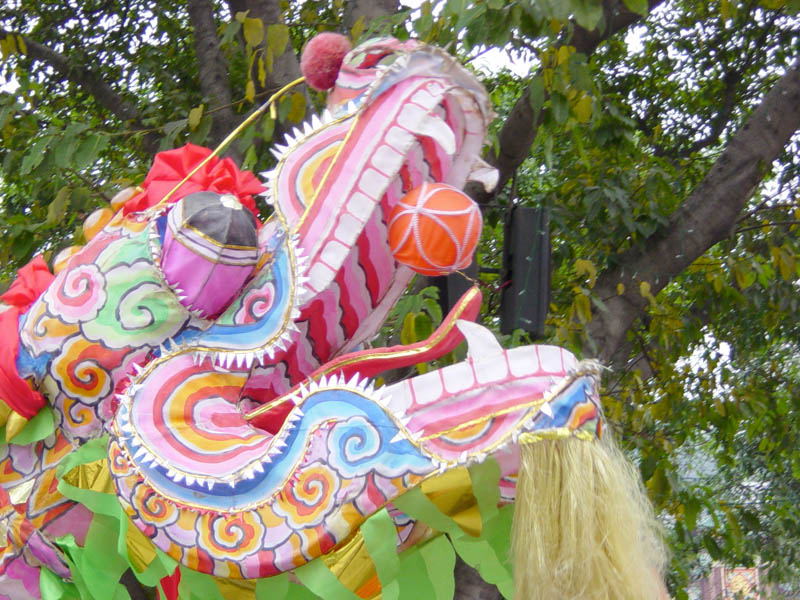
Personalización de una cabeza de dragón en Chongqing, China.

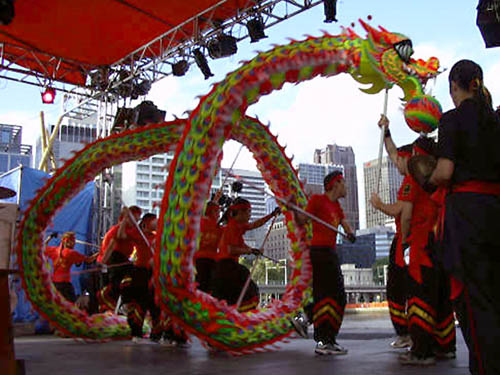
Miembros de la Sociedad de Jóvenes de China realizando un truco básico con un dragón.

La danza del dragón (en chino tradicional, 舞龍; en chino simplificado, 舞龙; pinyin, wǔ lóng) es una forma de danza tradicional y el rendimiento en la cultura china. Al igual que la Danza del león, se ve más a menudo en las celebraciones festivas. El baile es realizado por un equipo de bailarines que manipulan una figura larga y flexible de un dragón usando postes colocados a intervalos regulares a lo largo del mismo. El equipo de baile simula los movimientos imaginarios de este espíritu fluvial de una manera sinuosa y ondulante.
La danza del dragón es el acto de finalización de las festividades del Año Nuevo en China, donde los desfiles comienzan el mismo día de Año Nuevo y continúan durante quince días hasta la finalización de las festividades con el Festival de los Faroles.

## Historia

### La danza
El desfile del dragón es la culminación de las fiestas. El Dragón Chino representa la sabiduría, el poder y la riqueza y son unos actos muy significativos de la cultura China. Popularmente se cree que su realización ayuda a ahuyentar a los malos espíritus y se lleva la mala suerte con ellos. Durante la danza, varios artistas, intérpretes y colaboradores sostienen el dragón sobre postes haciéndolo elevarse y descender dando la impresión que el Dragón danza mientras transcurre entre los gentíos junto a los sonidos de los bulliciosos gongs, platillos y tambores.
El desfile del dragón chino, como norma general, se lleva a cabo junto con las danzas del león, acróbatas, practicantes de kung fu entre los tambores, un gong y platillos, culminándose con fuegos artificiales. La danza del dragón, suele ser confundida con la del león. Las diferencias son que el león es controlado por solo 2 personas (cabeza y cuerpo), tienen un cuerno en la cabeza, espejo en la frente, pelaje en forma de ola, patas y la posibilidad de pestañear y mover las orejas hacia arriba. Ambas danzas están realizadas con instrumentos en vivo. 

### El dragón
De forma tradicional, la estructura o armazón del dragón se realizaba con hojas o con bambú, cubierto con papel. En la actualidad los componentes que más se utilizan son más leves como el fierro o con madera.
El disfraz del dragón se suele realizar con diferentes colores. El color del cuerpo o el tronco del dragón puede ser verde para simbolizar una gran cosecha, o bien de color amarillo, representando al imperio, el oro y la plata, son símbolos de la prosperidad, y el rojo y denota el entusiasmo y la buena suerte de las fiestas.
Los dragones varían en tamaño, algunos pueden medir hasta los 1,000 metros de largo ya que se tiene la creencia de que cuanto más largo sea el dragón mejor prosperidad y buena suerte traerá. A diferencia del león, el dragón carece de párpados, lo que significa que no tiene la habilidad de pestañear.